# Boophis liami
Boophis liami Vallan, Vences & Glaw, 2003 è una rana della famiglia Mantellidae, endemica del Madagascar.

## Distribuzione e habitat
L'areale di questa specie è ristretto alle regioni di Vohidrazana e Andasibe, nel Madagascar orientale.

## Conservazione
La IUCN Red List classifica Boophis liami come specie in pericolo critico di estinzione (Critically Endangered).